# 100 East 53rd Street
100 East 53rd Street  (antes conocido como 610 Lexington Avenue) es un rascacielos residencial de 218 metros y 61 plantas coronado ubicado en Midtown Manhattan, Nueva York. El arquitecto del complejo es Norman Foster of Foster + Partners.

## Ubicación
Se encuentra en el cruce de Lexington Street con 53rd Street, y reemplaza el antiguo YWCA Building en Midtown Manhattan. Formalmente, responde al preceldente sentado por los dos iconos modernistas del siglo XX que le rodean: el edificio de 21 plantas Lever House de 1952 del estudio de arquitectura SOM y el Seagram Building con 38 plantas del arquitecto suizo Mies van der Rohe de 1958.

## Construcción
En un principio, el rascacielos se iba a componer de un hotel de la cadena Shangri-La así como apartamentos pero debido a la crisis financiera que comenzó en 2007 y a la desaceleración en el mercado de la vivienda, la construcción del edificio fue puesta en espera indefinida en 2009 y la idea del hotel se desechó posteriormente. En marzo de 2012, Aby Rosen y Michael Fuchs de RFR Holding LLC recuperó el control de la ubicación y comunicó su intención de seguir adelante con el proyecto. Los trabajos de excavación se iniciaron a principios de 2014. El edificio fue coronado el 13 de enero de 2016. Será previsiblemente completado en la primavera de 2017, de acuerdo con una nota de prensa de octubre de 2015. El edificio contará con 94 apartamentos de uno a cuatro dormitorios.

## Precedentes
Ubicada en la esquina de Lexington y la calle 53 , reemplaza al antiguo edificio de la YWCA en Midtown Manhattan. Formalmente, responde al precedente establecido por dos iconos modernistas vecinos del siglo XX: la Lever House de 21 plantas de SOM, de 1952, y el Seagram Building de 38 plantas de Mies van der Rohe, de 1958. Siguiendo la filosofía de racionalidad, simplicidad y claridad de Mies, la torre presenta una forma geométrica esbelta y minimalista, diseñada para complementar a estos distinguidos vecinos.

## Instalaciones
Las plantas tres y cuatro contarán las siguientes instalaciones para sus residentes: piscina de 20 metros, sauna, baño turco, gimnasio, sala de yoga y de ballet. El edificio contará con portero disponible 24 horas, ascensor activado por llave, biblioteca y salón con sofás.